# Шапошников, Евгений Николаевич
Евге́ний Никола́евич Ша́пошников (род. 1 июня 1981, Саратов) — российский шахматист, гроссмейстер (2004).

## Биография
Начал заниматься шахматами в 6 лет под руководством своего отца Николая Николаевича Шапошникова. На разных этапах помогали совершенствоваться Александр Семёнович Асташин и Валерий Александрович Логинов. В 1993 году занял первое место на чемпионате мира до 12 лет в Братиславе. Стал чемпионом России среди юношей до 20 лет (Казань, 2001).
Был участником нескольких чемпионатов Санкт-Петербурга. В 1999 завоевал чемпионский титул, на следующий год пришёл к финишу вторым. Неоднократный чемпион Петербурга по блицу. Окончил факультет психологии Санкт-Петербургского государственного университета (2003).
В 2000 году получил звание международного мастера, с 2004 года — гроссмейстер. В составе команды СГСЭУ несколько раз побеждал в первенствах России среди студентов. Победитель V чемпионата Приволжского федерального округа (Самара, 2006). Был третьим в VI чемпионате Приволжского федерального округа (Казань, 2008). На следующий год стал вторым после Ильдара Хайруллина, в 2010 вновь занял третью строчку в турнирной таблице. 
Бронзовый призёр Кубка России 2017.
В клубных соревнованиях выступал за саратовские команды «Экономист-СГСЭУ» и «Экономист-СГСЭУ-2». В составе команды Саратова участник 1-го чемпионата мира по шахматам среди городов (2012) в Эль-Айне.
В составе российской команды победитель 1-го шахматного матча между сборными России и Китая (2001) в Шанхае.

## Изменения рейтинга
| Графики недоступны из-за технических проблем. См. информацию на Фабрикаторе и на mediawiki.org. |